# Helicogonium cyathiculae
Helicogonium cyathiculae är en svampart som beskrevs av Baral 1999. Helicogonium cyathiculae ingår i släktet Helicogonium och familjen Endomycetaceae.   Inga underarter finns listade i Catalogue of Life.